# 셀바스AI
셀바스AI(과거 명칭: 디오텍, 영문명: SELVAS AI Inc.)는 음성합성, 음성인식, 필기인식, OCR 등 HCI 기술을 바탕으로 한 다양한 인공지능 솔루션의 연구, 개발, 판매를 목적으로 1999년 3월 31일에 설립된 코스닥 상장 기업이다.

제품군은 ▲인공지능 기반기술, ▲인공지능 응용 솔루션, ▲전자사전으로 분류되며, 대표 인공지능 브랜드로는 "셀비(Selvy)"가 있다.
인공지능 기반기술은 음성합성(Selvy TTS), 음성인식(Selvy STT), 필기인식(Selvy Pen), 영상지능(Selvy OCR)로 구성되어 있다.
인공지능 응용 제품으로는 AI 의료 음성인식 제품 ‘셀비 메디보이스(Selvy MediVoice)’, AI 음성기록 제품 ’셀비 노트(Selvy Note)’, 
I 질환 발병 예측 제품 ‘셀비 체크업(
- 주요 브)’랜드: 셀비(, SelpubSelvy)

셀비는 인공지능 전문기업 셀바스 AI의 통합 인공지능 브랜드이다.
셀비(Selvy)는 셀바스 AI의 "셀(SEL)"과 확장성과 자생능력을 가진 담쟁이덩굴 '아이비(IVY)'의 합성어이다.
사람과 같은 AI 기술(Human-Like AI)로 사람과 사람, 사람과 IT 기술 등 연결을 통해 확장된 가치를 고객에게 제공하고자 하는 목표를 담고 있다.
- 주요 제품

| 구분                 | 제품군                   | 제품명          | 내용 |
| -------------------- | ------------------------ | --------------- | --- |
| 인공지능 기반기술    | 음성지능                 | Selvy STT       | 소리정보를 문자, 명령어 등 다양한 형태의 정보로 변환해주는 음성인식(Speech To Text) 기술                                                                     |
| 인공지능 기반기술    | 음성지능                 | Selvy TTS       | 문자정보를 사람과 유사한 음성으로 바꾸어 들려주는 음성합성(Text To Speech) 기술                                                                              |
| 인공지능 기반기술    | 필기지능                 | Selvy Pen       | 필기 궤적 패턴을 인식하여, 다양한 단말기에 문자를 입력할 수 있는 기술                                                                                        |
| 인공지능 기반기술    | 영상지능                 | Selvy OCR       | 카메라 통해 글자, 이미지를 인식하여 디지털 데이터로 변환해주는 기술                                                                                          |
| 인공지능 응용 솔루션 | 의료 음성인식 솔루션     | Selvy MediVoice | 국내 최초 인공지능 기반 의료녹취 솔루션. 의사-환자간 음성녹음부터 자동 Text 변환, 교정 및 저장까지 모든 과정을 지원하는 의료녹취 솔루션                      |
| 인공지능 응용 솔루션 | 조서, 상담록 작성 솔루션 | Selvy Note      | AI 조서, 상담록 작성 솔루션. 음성인식 기술을 활용하여 2인 이상의 화자의 대화내용을 인식하여, 화자 구분, 회의록 작성을 대신해주는 솔루션                      |
| 인공지능 응용 솔루션 | 인공지능 헬스케어 솔루션 | Selvy Checkup   | 국내 최초 인공지능 기반 헬스케어 솔루션. 건강검진 정보를 기반으로 향후 4년 내 6대 암 및 성인병 등 주요 질환에 대한 발병 위험도를 예측해주는 솔루션           |
| 인공지능 응용 솔루션 | 인공지능 헬스케어 솔루션 | OnFit           | ICT 기반 스마트 헬스케어 솔루션. 개인별 체력측정 결과 및 생활패턴 등을 다각적으로 분석해 최적의 건강관리 목표를 수립하고 운동 처방을 내려주는 솔루션         |
| 전자사전             | 전자사전                 | DioDict         | 각국의 언어 간 사전, 백과사전 등 다양한 콘텐츠를 당사의 모바일 소프트웨어 기술과 접목시켜 모바일 단말기상에서 이용할 수 있도록 구현한 사전 소프트웨어 솔루션 |

## 연혁

### 인공지능 융합 솔루션 사업
- 2016.02 인공지능 의료녹취 솔루션 '셀비 메디보이스(Selvy MediVoice)' 출시
- 2016.09 인공지능 브랜드 '셀비(Selvy)' 런칭
- 2017.01 인공지능 헬스케어 솔루션 '셀비 체크업(Selvy Checkup)' 출시
- 2017.11 2017 전자·ICT 특허경영대상 대상 수상
- 2017.11 셀비 체크업(Selvy Checkup) CES 2018 혁신상 수상
- 2018.01 셀비 체크업(Selvy Checkup), 일본 통신사업자 KDDI 통해 API 일본시장 공개
- 2018.02 iF Design Award 2018 커뮤니케이션 디자인 분야 브랜드부문 수상
- 2018.03 국내 최초 주소 음성인식 솔루션 '셀비 어드레스(Selvy Address)' 출시
- 2018.10 인공지능 의료녹취 솔루션 '셀비 메디보이스 (Selvy MediVoice)', 국내 빅5 병원 최초 연세대학교 세브란스병원 영상의학과 상용화
- 2019.01 인공지능 의료녹취 솔루션 '셀비 메디보이스 (Selvy MediVoice)', 한림대학교 동탄성심병원 수술실 상용화
- 2019.09 암보험 상품에 헬스케어 솔루션 '셀비 체크업(Selvy Checkup)' 최초 공급
- 2019.09 인공지능 의료녹취 솔루션 '셀비 메디보이스(Selvy MediVoice)' 클라우드 서비스 출시
- 2019.10 '셀비 체크업(Selvy Checkup)', 몽골 재활 전문 클리닉 센터 'RehaMed Clinic'에 공급
- 2019.10 조기 위암 진단 및 예측에 대한 의료 영상 활용 방안 논문, SCI급 국제저널 Journal of Clinical Medicine(JCM)에 게재

### 인공지능 필기인식 소프트웨어 사업
- 1999.07 필기 인식 소프트웨어 DioPen 개발 완료
- 1999.12~현재 DioPen 1.0 for Pocket PC 출시, 현재 7.0 버전 개발 완료 및 판매 중
- 2000.07 DioPen 1.0 for Palm OS 출시, 현재 4.0 버전 개발 완료 및 판매 중
- 2007.11 DioPen Cursive(영어/유럽어 필기체 필기 인식) 기술 개발
- 2008.06 애플 아이폰 용 필기 인식 소프트웨어 DioPen 개발 완료
- 2008.06 구글 안드로이드 용 필기 인식 소프트웨어 DioPen 개발 완료
- 2009.08 DioPen 제스처 인식 엔진 개발

### Mobile 사전 소프트웨어 사업 (DioDict)
- 2003.09 영한/한영 사전 소프트웨어 e4u Dic 1.0 for Windows CE/Palm OS 출시
- 2004.05 전자 옥편 소프트웨어 Dio漢Dic 1.0 for Windows CE/Palm OS 출시
- 2005.05 Acapela Group과 TTS 엔진 협력 계약 체결
- 2005.10 HarperCollins Publisher와 Collins Cobuild 사전 DB 협력 계약 체결
- 2005.11 영/중/일/한/영영 다국어 통합 사전 PowerDic 1.0 for Pocket PC 출시, 현재 2.1 버전 출시 및 판매 중
- 2005.05 ABBYY Software House와 영러/러영 DB 협력 계약 체결
- 2006.05 HarperCollins Publishers와 유럽어 (스페인, 프랑스, 독일, 이태리, 포르투갈어) 사전 DB 협력 계약 체결
- 2006.06 통합 유럽어 사전 소프트웨어 PowerDic for Symbian 출시
- 2006.09 중국 외연사와 중영/영중 사전 DB 협력 계약 체결
- 2008.03 Oxford University Press와 영영 사전 DB 협력 계약 체결
- 2008.06 두산동아㈜와 영한/한영, 일한/한일, 중한/한중, 국어 사전 DB 협력 계약 체결
- 2008.10 일본 오분샤(旺文社 )와 일일/일영 사전 DB 협력 계약 체결
- 2009.04 독일 Langenscheidt와 독일어 및 유럽어 사전 DB 협력 계약 체결

### 인공지능 영상지능 솔루션 사업
- 2005.01 중국 Hanwang과 중국어 OCR 기술 협력 계약 체결
- 2005.05 러시아 ABBYY Software House 와 영어/유럽어 OCR 기술 협력 계약 체결
- 2005.06 모바일 OCR 명함 인식 솔루션 (BCR) 개발 완료
- 2005.06 미국 Omniplanar와 2차원 바코드 솔루션 기술 협력 계약 체결

### 기타 사업 연혁
- 2004~현재 일반 휴대폰을 위한 모바일 음악 작곡/편곡 소프트웨어 개발 사업 진행
- 2006.12 휴대용 단말기에서의 음악 콘텐츠 생성 방법 관련 특허 등록 (제 664677호)
- 2007.01 음악 작곡 기능을 가진 휴대용 단말기 관련 특허 등록 (제 677059호)
- 2002~현재 국내외 단말기 제조사 및 통신 업체의 터치스크린 애플리케이션, 필기 입력 소프트웨어, 키 패드 문자 입력, 사전 소프트웨어 등의 개발 프로젝트 수행